# Sergio José Bastida
Sergio José Bastida (Rawson, Chubut, Argentina, 3 de septiembre de 1979) es un futbolista argentino. Juega como centrocampista y actualmente está en el FC Wohlen de la Challenge League de Suiza.

## Clubes
| Club            | País            | Año       |
| --------------- | --------------- | --------- |
| FK Teplice      | República Checa | 1997-1998 |
| FK Chmel Blšany | República Checa | 1999      |
| AC Lugano       | Suiza           | 1999-2002 |
| FC Zürich       | Suiza           | 2002-2005 |
| APEP Pitsilia   | Chipre          | 2005-2006 |
| Nea Salamina FC | Chipre          | 2006-2007 |
| FC Aarau        | Suiza           | 2007-2010 |
| FC Wil          | Suiza           | 2010-2012 |
| FC Wohlen       | Suiza           | 2012-     |